# Tepenîțea, Olevsk
Tepenîțea (în ucraineană Тепениця) este localitatea de reședință a comunei Tepenîțea din raionul Olevsk, regiunea Jîtomîr, Ucraina.

## Demografie
Componența lingvistică a localității Tepenîțea
     Ucraineană (99,11%)
     Alte limbi (0,89%)
Conform recensământului din 2001, majoritatea populației localității Tepenîțea era vorbitoare de ucraineană (99,11%), existând în minoritate și vorbitori de alte limbi.